# Sidnijski dupljaš
Atrax robustus  ili Sidnejski pauk dupljaš je pauk iz porodice Hexathelidae, jedan je od najotrovnijih pauka na svijetu. Protuotrov protiv njegovog ugriza stvoren je tek 1981., nakon četrnaest godina proučavanja.
Mnogi znastvenici da je upravo Atrax robustus najotrovniji pauk, a ne kako mnogi drže, crna udovica (Latrodectus tredecimguttatus). Letalna doza za miša je već od 0.006 mg.
Ima zube duge 6 mm koji su u stanju probosti ljudski nokat, a njegov smrtonosni otrov ubija u vrlo kratkom vremenu. Dužina tijela iznosi 1 do 5 cm, tamne su boje i variraju od crne do smeđe.
Uobičajena hrana su mu sitni kralješnjaci i kukci. Prirodno stanište ovog pauka je istočna Australija.
Drugi opasni pauci su: smeđi račiji pauci, crne udovice te pustinjski šesteroki pauci.

## Toksini
Atrax i Hadronyche pauci posjeduju velik broj različitih toksina. Toksini su dobili kolektivni naziv atrakotoksini (ACTX), zbog pripadnosti pauka potporodici Atracinae.
Prvi izolirani toksin bio je δ-ACTX, prisutan u obje vrste A. robustus i H. versuta. Prvi nazivi navedenog toksini su bili δ-ACTX-Ar1 odnosno robustoksin i δ-ACTX-Hv1a odnosno versutoksin.
Ovi predsinaptički neurotoksini djeluju putem natrijevih kanala, uzrokujući poremećaj u endogenog acetilkolina, noradrenalina i adrenalina.

## Vanjske poveznice
- Arachnology Home Pages: Araneae  Arhivirana inačica izvorne stranice od 23. svibnja 2015. (Wayback Machine)
- Arachnology Home Pages: Atrax  Arhivirana inačica izvorne stranice od 15. travnja 2006. (Wayback Machine)
- Platnick, N.I. 2003. World Spider Catalog  Arhivirana inačica izvorne stranice od 2. kolovoza 2003. (Wayback Machine)
- Funnel-web spider info
- Information, distribution and pictures of A. robustus